# Castel San Pietro Romano
Castel San Pietro Romano – miejscowość i gmina we Włoszech, w regionie Lacjum, w prowincji Rzym.
Według danych na rok 2004 gminę zamieszkiwały 743 osoby, 49,5 os./km².